# 2024年玻利維亞未遂政變
當地時間2024年6月26日，玻利維亞發生一場未遂政變。當天，由玻利維亞陸軍總司令胡安·何塞·蘇尼加所領導的一群玻利維亞武裝部隊士兵佔領克馬多宮，意圖掌控政府及要求玻利維亞總統路易斯·阿爾塞對前總統埃沃·莫拉萊斯針對他的言論採取行動。
儘管自2020年起，玻利維亞政府總部已遷至人民之家。然而，未遂政變當日路易斯·阿爾塞和玻利維亞政府部部長愛德華多·德爾·卡斯蒂略正在克馬多宮內。
隨後，阿爾塞與蘇尼加在克馬多宮內發生正面衝突，蘇尼加因政變失敗而被免職。何塞·威爾遜·桑切斯被任命為新任武裝部隊指揮官，並下令動員的軍人「返回軍營」。

## 背景
玻利維亞由於出現體制危機和各種經濟挑戰，如經濟衰退、貨幣貶值、國際儲備減少、美元短缺及燃料短缺從而導致社會整體不穩定。
在政治上，玻利維亞總統路易斯·阿爾塞和前總統埃沃·莫拉萊斯在2025年大選前領導爭取社會主義運動—爭取人民主權政治機構的不同派系，均有意競選連任（儘管莫拉萊斯已被憲法法院取消資格），造成政治氣氛緊張，面臨失去法律地位的風險。司法選舉（尤其是最高選舉法庭取消初選，以及多民族憲法法院批准玻利維亞司法機構任期無限期延長）等相關問題，都加劇了司法機構的制度危機。
對于時任玻利維亞陸軍總司令蘇尼加而言，他在2022年12月就國家的政治情況發表看法，這是他在阿羅馬戰役212週年之際首次反對玻利維亞寡頭集團，並表示這些集團將試圖通過政變或通過聯邦制分離主義來實現他們的目標，其特別提及聖克魯斯省：
對這些寡頭集團來說，民主道路並不是一個可行的選擇，面對小寡頭集團違背國家統一的破壞穩定的行為，我們不能保持沉默。
在發表這番言論後，蘇尼加重申他對阿爾塞政府以及在對抗反對派時對玻利維亞的堅定支持。
而蘇尼加在2024年6月25日接受晚間節目《無謊言》採訪中表示，莫拉萊斯不應參選總統而應入獄。隨後，蘇尼加因干政且違憲而被免職。次日，他發動政變未遂。據玻利維亞媒體報導，蘇尼加此前曾出席高級官員的社交活動。

## 政變未遂
當地電視台曾播放兩輛坦克和多名軍人在克馬多宮前的穆里略廣場集結之畫面。玻利維亞政府新聞機構ABI （页面存档备份，存于）報導稱，這次軍事行動大約在當地時間下午2點30分開始。時任玻利維亞陸軍總司令蘇尼加出現在廣場上，並向當地電視台發表聲明稱：「將會有新的內閣成員，肯定會有所改變，但我們的國家不能再這樣下去了。我們想要挽救祖國，不再讓我們的國家貧困下去。」
總統阿爾塞譴責軍隊異常地調動至克馬多宮周圍。在政變軍隊佔領穆里略廣場後，一輛裝甲車撞開政府總部的一扇門，軍人隨即侵入克馬多宮。玻利維亞政府部部長愛德華多·德爾·卡斯蒂略向其中一輛裝甲車走去，要求軍人下車，並要求一名上校解釋他們行動的目的。

### 宮內對峙
政變軍隊進入克馬多宮後，蘇尼加對記者表示：「很快將會有一個新的內閣；我們的國家不能再這樣下去」，並稱他和他的部隊試圖「恢復民主，釋放我們的政治犯」。祖尼加還指責「一個精英集團掌握國家的權力」，並要求釋放玻利維亞前總統珍妮·艾尼茲和前聖克魯斯省省長路易斯·費爾南多·卡馬喬。
在克馬多宮內，阿爾塞與蘇尼加面對面對峙，阿爾塞對祖尼加說：「我是你的指揮官，我命令你撤回你的士兵，我不會允許這種叛亂行為。」
此時空軍司令泽加拉放弃支持政变。泽加拉随即自首並被羁押。他表示，苏尼加的政变企图得到了某些国家驻玻大使馆的支持。

### 全國講話和任命新的軍事最高指揮部
阿爾塞與全體內閣成員在玻利維亞行政總部人民之家向全國發表講話。一群示威者包圍了通往穆里略廣場後的多條街道，高呼支持阿爾塞政府，政變軍隊則部署防暴瓦斯予以回應。
阿爾塞和玻利維亞副總統大衛·喬克萬卡在人民之家任命新任玻利維亞武裝部隊總司令，並下令軍隊從穆里略廣場撤出。新任命的高級指揮官分別是：玻利維亞陸軍總司令何塞·威爾遜·桑切斯、玻利維亞空軍總司令赫拉爾多·薩瓦拉和玻利維亞海軍總司令雷南·瓜迪亞·拉米雷斯。同時政府免去蘇尼加陸軍司令職務並將其逮捕，检方同時对蘇尼加及其同伙展开刑事调查。

### 逮捕祖尼加
最終，蘇尼加動員軍隊失敗後，進入拉巴斯總參謀部時被玻利維亞國家警察逮捕。同日下午，檢察院對他提起訴訟。
被捕後，前陸軍總司令蘇尼加在當地時間19時的臨時新聞發佈會上聲稱，他在6月23日曾與總統阿爾塞會面，據稱阿爾塞命令他將坦克派上街，進行一次自我政變，因為「有必要準備一些事情來提升他的民意支持率」。
星期日（23日），我在喇沙大學與總統會面。總統告訴我：「情況非常糟糕，本週將非常關鍵……因此，有必要準備一些事情來提升我的支持率。」——蘇尼加，前玻利維亞陸軍總司令
據蘇尼加稱，他其後問總統「我們是否應該派出裝甲車？」祖尼加聲稱阿爾塞回答說是的。蘇尼加表示：「星期天晚上裝甲車開始出動。六輛輕型裝甲車和十四輛卡車……」，然後他被安全部隊打斷記者會並押送到警車中。之後，蘇尼加被帶到位於拉巴斯的犯罪鬥爭特別部隊（FELCC）。而後蘇尼加在玻利維亞媒體報導中被稱為「罪犯」。政府部長卡斯蒂略提交一份事件報告，行政當局將其稱為「未遂政變」。前玻利維亞海軍總司令副海軍上將胡安·阿爾內斯·薩爾瓦多也被逮捕。蘇尼加和薩爾瓦多被指控犯有武裝叛亂、襲擊總統、破壞公共財產等多項罪名。
玻利維亞當局共逮捕17名涉嫌参与未遂政变的人员。除军人外，其中还包括1名平民。

## 反應

### 玻利维亚

#### 民間
在政變未遂事件期間，玻利維亞民眾急忙湧向銀行、兌換店等金融機構，且在各家銀行的自動取款機前排起長龍。此外，民眾還湧向購物中心、藥房、各類市場、超市和加油站。全國各地都出現了混亂擁擠的景象。

#### 政治人物和機構
玻利維亞反對派譴責此次未遂政變。
玻利維亞前總統及執政黨爭取社會主義運動—爭取人民主權政治機構領袖埃沃·莫拉萊斯在社交媒體上稱：「政變正在醞釀」。隨後，他呼籲民眾「全國動員捍衛民主」。在前陸軍總司令蘇尼加被捕數小時後，莫拉萊斯感謝全球政治和社會領袖對玻利維亞民主的支持，並呼籲國內暫停無限期動員，要求「逮捕所有參與叛亂的人並受審」。
爭取社會主義運動—爭取人民主權政治機構政治秘書奧斯卡·阿爾瓦雷斯表示：「我們不確定到底發生什麼事。我們認為路易斯·阿爾塞是爭取社會主義運動—爭取人民主權政治機構和國家的叛徒。」並質疑這一場未遂政變是由阿爾塞主導的假旗行動。
玻利維亞前總統珍妮·艾尼茲表示：「我完全反對穆里略廣場發生的軍事政變，企圖破壞憲政秩序。阿爾塞和埃沃應該在2025年通過選舉下台。玻利維亞人將捍衛民主。」
公民社會領袖及玻利維亞前總統卡洛斯·梅薩表示他「反對任何試圖破壞民主和中斷現行憲政期的軍事行動。」
玻利維亞工人中心宣佈無限期全國大罷工和動員，並呼籲所有成員前往拉巴斯進行遊行。
聖克魯斯公民委員會主席費爾南多·拉拉奇要求蘇尼加和武裝部隊嚴格遵守國家憲法和法治，並敦促軍隊尊重憲法，保障國家安全，絕不破壞憲政秩序。
前聖克魯斯州長路易斯·費爾南多·卡馬喬在瓊喬科羅監獄中譴責軍隊武裝叛亂，表示「應尊重民眾選票的決定。」

### 國際
聯合國秘書長古特雷斯呼籲玻利維亞的武裝部隊等保護憲法秩序，維護和平氣氛。墨西哥、西班牙、委內瑞拉、秘魯、古巴、智利等國發表聲明，對「政變企圖」進行譴責。美國方面則「敦促保持冷靜和克制」。

#### 國家
- 阿根廷：阿根廷外交部部長戴安娜·蒙迪諾起先在社交媒體上表示反對未遂政變，強調「民主不容妥協」[58]。但後來阿根廷总统办公室发布声明，称玻利维亚政府对未遂政变的认定不可信，并对玻方公开的相关细节和证据真实性表示质疑。玻利维亚政府隨即召见阿根廷驻玻利维亚大使表示抗议，並宣布召回该国驻阿大使。[59]
- 巴西：巴西總統盧拉·達席爾瓦譴責這次政變企圖，表示「在拉丁美洲，政變從未成功過[60]。」
- 智利：智利總統加夫列爾·博里奇對玻利維亞局勢表示關切，譴責「該國一小撮軍人採取不被接受的武力行動」[61]。他同時譴責未遂政變，呼籲尊重玻利維亞的憲法和機構，並支持路易斯·阿爾塞合法政府[62]。
- 哥伦比亚：哥倫比亞政府譴責玻利維亞一小撮軍人威脅憲政秩序和民主的行動。此外，其表達對玻利維亞人民和總統路易斯·阿爾塞的支持，呼籲恢復對話和尊重人權[63]。
- 古巴：古巴国家主席米格爾·迪亞斯-卡內爾譴責了「對民主和玻利維亞人民的侵犯」，表示：「我們譴責正在進行的未遂政變，並向兄弟路易斯·阿爾塞及其政府和玻利維亞人民表達全力支持[64]。」
- 西班牙：西班牙首相佩德羅·桑切斯強烈譴責玻利維亞的軍事政變，在聲明中表達西班牙政府和人民對玻利維亞政府和人民的支持和團結，並呼籲尊重該國的民主和法治[65]。
- 美国：美國大使館通過社交媒體表明反對任何推翻當選政府的企圖，並呼籲「尊重憲政秩序和法治」[66]。
- 伊朗：伊朗外交部部長納賽爾·卡納尼透過聲明表示「我們譴責針對民主制度的政變，以及對玻利維亞民主機構和合法政府的攻擊[67]。」
- 墨西哥：墨西哥總統安德烈斯·曼努埃爾·洛佩斯·奧夫拉多爾譴責「玻利維亞的未遂政變」，並表達對總統路易斯·阿爾塞的支持[68]。當選總統克勞迪婭·辛鮑姆也表達對阿爾塞政府的支持[60]。
- 尼加拉瓜：尼加拉瓜副總統羅薩里奧·穆里略對未遂政變表示譴責，並「以我們人民和政府的名義，向世界譴責玻利維亞再次發生未遂政變[69]。」
- 巴拉圭：巴拉圭總統聖地亞哥·培尼亞譴責動亂，並呼籲尊重玻利維亞的民主[70]。
- 秘魯：秘魯總統迪娜·博魯阿爾特表示「支持人民和路易斯·阿爾塞總統的憲政政府，並拒絕任何威脅該國民主和制度秩序的行為[71]。」
- 撒拉威阿拉伯民主共和國：阿拉伯撒哈拉民主共和國總統卜拉欣·加利發表聲明，表示「全力聲援多民族玻利維亞國總統路易斯·阿爾塞、其政府和兄弟玻利維亞人民[72]。」
- 乌拉圭：烏拉圭外交部強烈譴責「使玻利維亞發生民主和憲政機構動盪的企圖」[73]。
- 委內瑞拉：委內瑞拉總統尼古拉斯·馬杜羅支持玻利維亞政府，譴責政變，呼籲玻利維亞人民「捍衛他們的民主、憲法和總統」[74][75]。此外，委內瑞拉總統與前玻利維亞總統埃沃·莫拉萊斯討論2024年6月26日事件的情況[76]。

#### 國際組織
- 美洲國家組織表達對路易斯·阿爾塞政府的支持，並譴責未遂政變[77]。

- 欧盟：
  - 歐盟外交與安全政策高級代表何塞普·博雷爾譴責未遂政變，聲明歐盟不接受推翻民主選舉政府的企圖[78]。
  - 歐洲理事會主席查爾斯·米歇爾強烈譴責針對玻利維亞憲法秩序和民主選舉的合法總統阿爾塞之軍事政變，稱「歐盟支持民主和玻利維亞人民[79]。」
  - 歐盟委員會主席烏爾蘇拉·馮德萊恩堅決譴責推翻玻利維亞民主選舉政府的企圖「歐盟支持民主，並堅定支持玻利維亞的憲法秩序和法治[80]。」

## 另見
- 2019年玻利維亞總統選舉
- 2019年玻利維亞政治危機
- 2025年玻利維亞總統選舉